# Streptocarpus cyaneus
Streptocarpus cyaneus är en tvåhjärtbladig växtart som beskrevs av Spencer Le Marchant Moore. Streptocarpus cyaneus ingår i släktet Streptocarpus och familjen Gesneriaceae.

## Underarter
Arten delas in i följande underarter:
- S. c. cyaneus
- S. c. longi-tommii
- S. c. nigridens
- S. c. polackii